# Слепень олений
Слепень олений (лат. Hybomitra tarandina) — вид слепней из подсемейства Tabaninae.

## Описание
Длина тела имаго от 17 до 22 мм. Глаза в волосках. Лобный треугольник жёлтый, по середине лишён налёта. Усики оранжево-красные. Щупики с острым вершинным члеников. Глазковый бугорок блестящий. Боковые части груди покрыты с золотисто-жёлтыми волосками. Тазики и бёдра у основания чёрные. Остальные части ног коричнево-жёлтые. Брюшко чёрное. Два или три первых тергита по бокам с желтоватыми или коричневатыми пятнами. Задние края сегментов брюшка жёлтые с золотисто-жёлтыми волосками.
Личинка веретеновидная красновато-коричневая или золотисто-коричневая. Длина тела до 45 мм. Куколка тёмно-коричневые длиной до 30 мм. На брюшных имеется бахрома из золотистых шипиков.

## Биология
Вид имеет высокую численность в таёжной и лесотундровой зоне, предпочитает переувлажнённые местообитания. Личинки развиваются в березняках и сфагновых и переходных болотах. Самки активно нападают на человека и домашний скот. Самки откладывают веерообразные кладки, состоящие из четырёх рядов чёрных слабо-блестящих яиц. Фактическая плодовитость в среднем составляет около 500 яиц.

## Кариотип
В хромосомном наборе 9 пар хромосом.

## Распространение
Встречается в Германии, Австрии, Польше, Норвегии, Швеции и Финляндии, севере и центре европейской части России, в Сибири и на Дальнем Восстоке, Монголии, северо-Востоке Китая, Тайване, Корее, Японии (Хокайдо и Хонсю).